# 沃爾科特 (紐約州村)
沃爾科特（英語：Wolcott）是位於美國紐約州韋恩縣的村。

## 人口
根據2020年美國人口普查的數據，沃爾科特的面積為5.09平方千米，當中陸地面積為5.04平方千米，而水域面積為0.05平方千米。當地共有人口1556人，而人口密度為每平方千米306人。